# Fabienne Casoli
Fabienne Casoli   (Lo Canet, 6 de juny de 1959) és una astrònoma i administradora acadèmica francesa, i presidenta de l'Observatori de París.

## Educació i carrera professional
Casoli va néixer l'any 1959. Després d'estudiar a l'École normale supérieure de jeunes filles i obtenir una agrégation en física, va completar un doctorat. en astrofísica amb la tesi Nuages moléculaires, formation d'étoiles et structure spirale (Núvols moleculars, formació estel·lar i estructura espiral) dirigida per Françoise Combes a la Universitat Diderot de París.
Va esdevenir directora de recerca del Centre Nacional de la Recerca Científica de França (CNRS), i successivament directora científica de l'Institut Nacional de Ciència de l'Univers (INSU) del CNRS, directora de l'Institut d'Astrofísica Espacial (IAS), i adjunta, directora i cap de ciència del Centre Nacional d'Estudis Espacials (CNES). Va ser escollida presidenta de l'Observatori de París per al període 2020-2025. Es va convertir en la primera dona a dirigir l'observatori des de la seva fundació el 1667.

## Reconeixements
Casoli va ser nomenada cavaller de l'Orde Nacional del Mèrit el 2010 i oficial el 2023.

## Selecció de publicacions
Casoli és autora o editora de llibres sobre astronomia que inclouen:
- Casoli, Fabienne; Mazure, Alain; Durret, Florence; Gerbal, Daniel. A New Vision Of An Old Cluster: Untangling Coma Berenices (en anglès).  World Scientific, 1998.
- Casoli, Fabienne; Encrenaz, Thérèse. The New Worlds: Extrasolar Planets (en anglès).  Springer, 2007.
- Casoli, Fabienne; Olivier, Marc; Roques, Françoise; Selsis, Franck. Planetary Systems: Detection, Formation and Habitability of Extrasolar Planets (en anglès).  Springer, 2009.[5]
- Casoli, Fabienne; Encrenaz, Thérèse; Lequeux, James. The Exoplanets Revolution (en anglès).  EDP Sciences, 2020.
- Casoli, Fabienne; Encrenaz, Thérèse; Lequeux, James. Planets and Life (en anglès).  EDP Sciences, 2021.